# Giovanni Sarkander
Giovanni Sarkander (in ceco e polacco: Jan Sarkander; Skoczów, 20 dicembre 1576 – Olomouc, 17 marzo 1620) è stato un presbitero boemo, venerato come santo e martire dalla Chiesa cattolica.

## Biografia

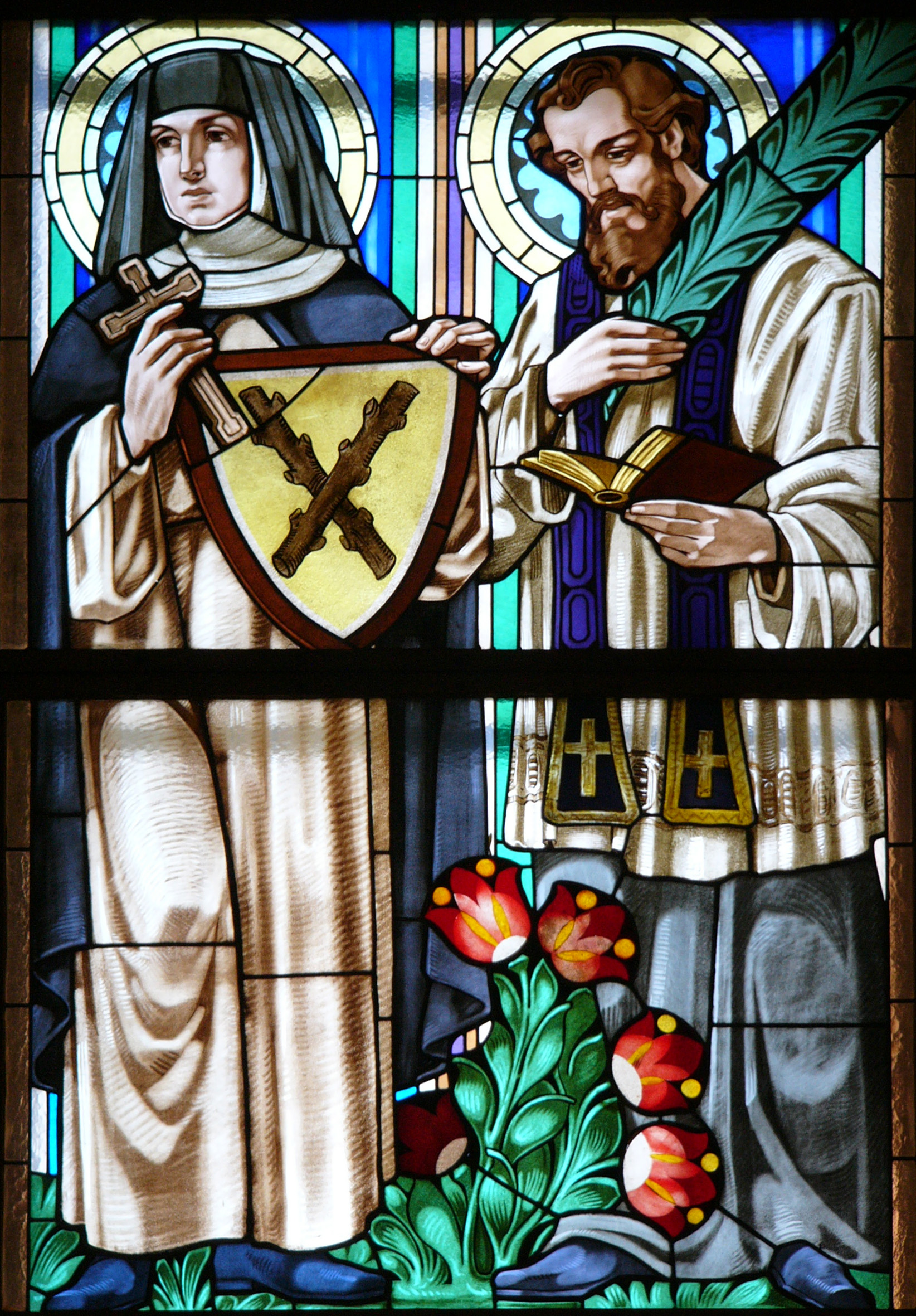
San Giovanni Sarkander e santa Zdislava in una vetrata della chiesa dei santi Cirillo e Metodio a Olomouc.

Nacque a Skoczów (ai tempi nel ducato di Teschen, facente parte del regno di Boemia, oggi in Polonia), dal boemo Gregorio Mattia Sarkander e dalla polacca Helena Górecka; entrambi erano alle loro seconde nozze. Gregorio morì nel 1589 ed Helena si trasferì con Giovanni e gli altri figli (tre maschi, Nicola, Paolo e Venceslao, e una femmina) a Příbor, in Moravia, a casa di Matteo Vlcnovsky, un suo figlio di primo letto che si era fatto sacerdote: qui Giovanni frequentò la scuola parrocchiale, quindi il collegio dei gesuiti ad Olomouc (col fratello Nicola), l'università di Praga e infine la facoltà di teologia di Graz. Quest'ultima la interruppe nel 1606 per sposare Anna Platská, rampolla di una nobile famiglie luterana, ma la ragazza morì prima delle nozze, così Giovanni riprese gli studi dando gli esami di teologia il 21 dicembre 1607, e ricevendo gli ordini minori il giorno seguente da parte del cardinale Franz Seraph von Dietrichstein, nel palazzo arcivescovile di Kroměříž. Venne consacrato sacerdote a Brno il 22 marzo 1608, lavorando nel periodo successivo in diverse parrocchie e diocesi nei dintorni di Olomouc.
Nel 1613 divenne parroco di Boskovice e nel 1616 di Holešov, adoperandosi per ricattolicizzare la Moravia, dove i protestanti Hussiti e dei fratelli boemi avevano guadagnato numerose chiese. A Holešov acquisì il ruolo di consigliere e confessore di Ladislav II Lobkowicz il quale, nel 1604, aveva rimesso la chiesa locale in mano ai cattolici e aveva cacciato i fratelli boemi da una casa che trasformò in collegio gesuita. Assieme ai gesuiti, Sarkander riuscì a convertire circa duecentocinquanta fedeli, attirandosi l'odio di un signore vicino, Venceslao Bitowsky di Bystřice.
Nel 1618 i nobili protestanti boemi si ribellarono all'imperatore Ferdinando II (rivolta che sarebbe culminata con la defenestrazione di Praga), riprendendo il controllo della Moravia e rendendo così difficile l'operato di Giovanni. In seguito all'arresto di Ladislav e all'allontanamento dei gesuiti nel maggio 1619, Giovanni andò in pellegrinaggio al santuario di Częstochowa, soggiornando a Cracovia per cinque mesi, per poi tornare a Holešov a fine novembre. Poco dopo il re polacco Sigismondo III, che stava marciando attraverso la Moravia per andare in aiuto dell'Imperatore d'Austria, saccheggiò la regione: risparmiò però Holešov dove i fedeli, capeggiati da Sarkander e dal cappellano Samuele Tucek, andarono incontro alle truppe polacche in processione eucaristica.

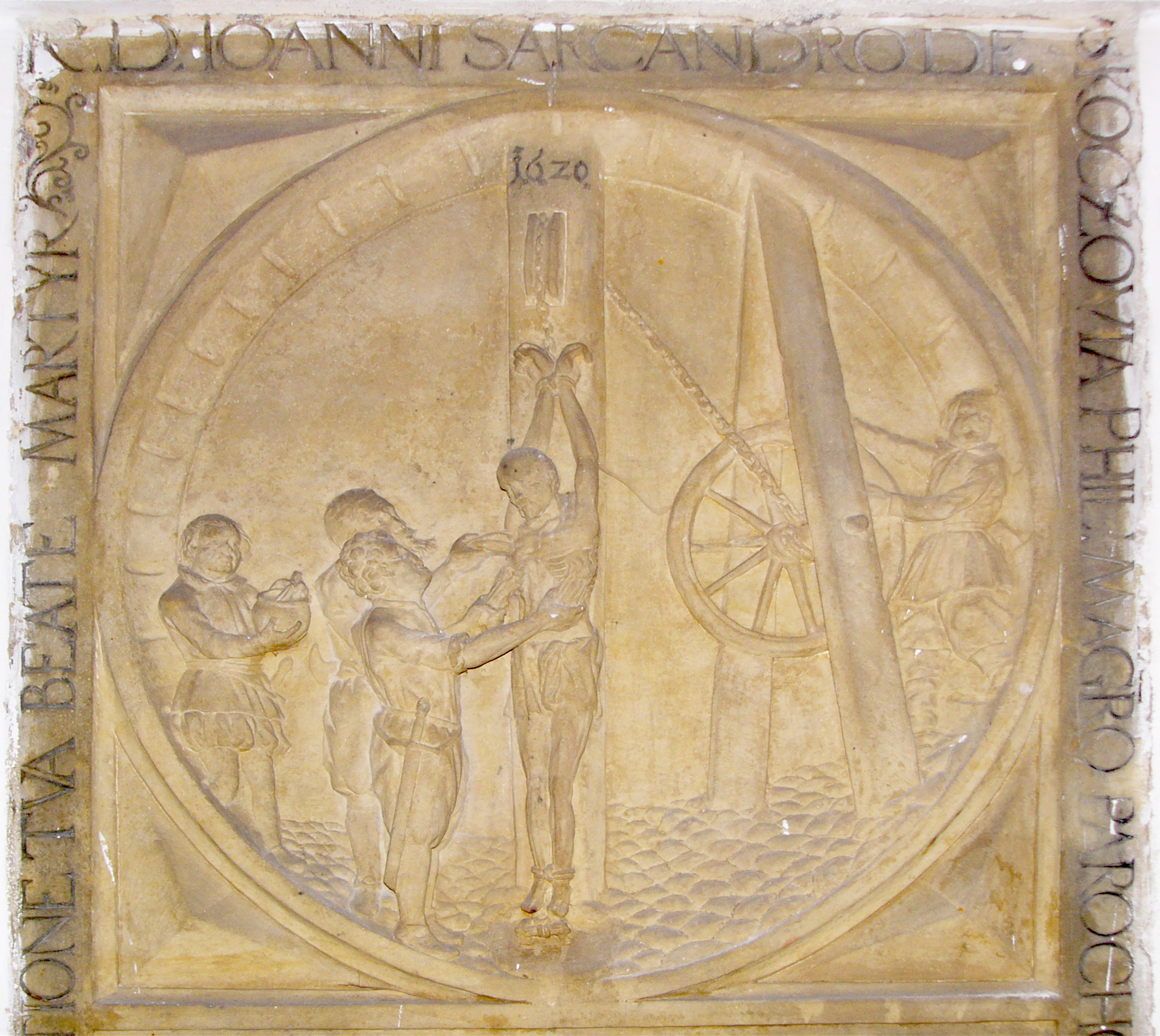
Dettaglio della tortura di Giovanni Sarkander nella cappella a lui dedicata a Olomouc.

A questo punto Bitowsky colse l'occasione per accusare Giovanni di tradimento e lo fece arrestare e portare ad Olomouc per il processo (Giovanni aveva cercato, inutilmente, di rifugiarsi al castello di Tovačov e poi nei boschi circostanti). La commissione era interamente composta da protestanti, fatta eccezione per il giudice cattolico Johann Scintilla che fu costretto a presenziare, e che fece poi avere un resoconto degli eventi al cardinale von Dietrichstein. Sarkander, anche per essersi rifiutato di violare il segreto confessionale nei riguardi di Ladislav, venne sottoposto tre volte, nel febbraio del 1620, a diverse torture fra cui quella del tratto di corda. I supplizi vennero interrotti su insistenza di Scintilla, ma Sarkander morì in prigione, dopo un mese di agonia, il 17 marzo 1620.

## Culto

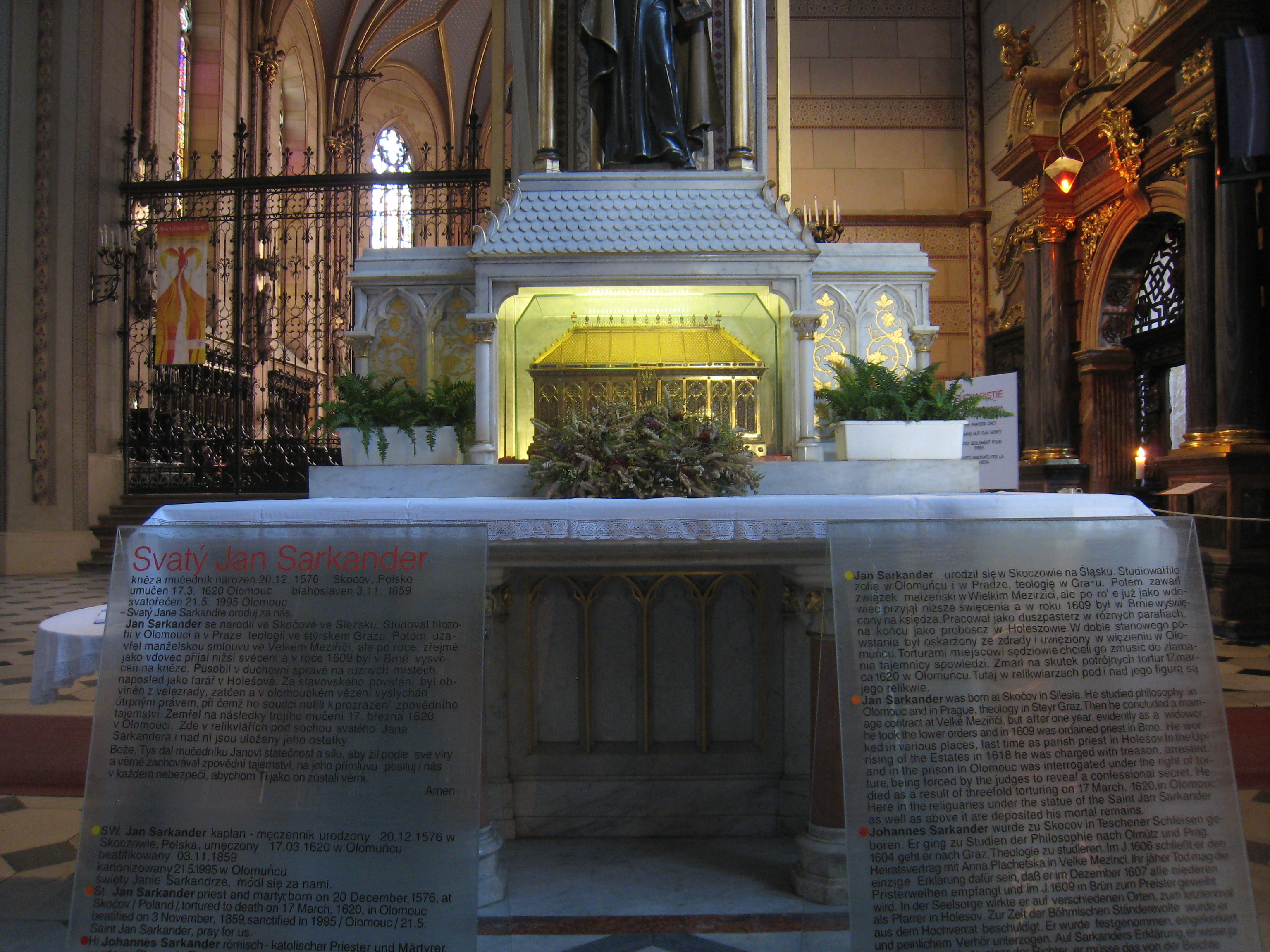
Reliquiario che contiene i resti di san Giovanni Sarkander nella cattedrale di Olomouc.

Subito dopo la sua morte, il popolo prese a venerarlo e a chiederne la beatificazione. Il processo venne cominciato da papa Benedetto XIV, però venne interrotto; fu portato a termine da papa Pio IX il 6 maggio 1860. Nel processo venne evidenziato che il suo martirio fu causato dall'odio verso la fede cattolica, con la mera copertura di ragioni politiche. Venne poi canonizzato il 21 maggio 1995 da papa Giovanni Paolo II, durante una cerimonia ad Olomouc.
Le sue reliquie si trovano in un altare nella cattedrale di Olomouc. Il suo sepolcro divenne meta di pellegrinaggi, intrapresi anche da personalità illustri quali il re di Polonia Giovanni Sobieski nel 1683. Una sua statua si trova sulla colonna della Santissima Trinità.